# プント系列
プント系列（プントけいれつ、Pfund series）は水素原子の線スペクトルのうち波長が遠赤外領域にあるもので、リュードベリの方程式のn=5の場合のスペクトル系列である。
{\displaystyle {1 \over \lambda }={\nu  \over c}=R\left({1 \over {m^{2}}}-{1 \over {n^{2}}}\right)}
ここで定数Rはリュードベリ定数で、λ [m] は光（線スペクトル） の波長、ν [Hz] は振動数、c [m/s] は光速で、プント系列はmが5の場合に相当する。n {\displaystyle >} mである。
1924年にアメリカの物理学者、天文学者のオーガスト・プントが発見した。
mの値に対する波長を下表に示す。
| n        | 6    | 7    | 8    | 9    | 10   | {\displaystyle \infty } |
| 波長(nm) | 7476 | 4664 | 3749 | 3304 | 3046 | 2279                    |